# Cyanogomphus waltheri
Cyanogomphus waltheri – gatunek ważki z rodziny gadziogłówkowatych (Gomphidae). Występuje na terenie Ameryki Południowej.